# Concistori di papa Benedetto XIV

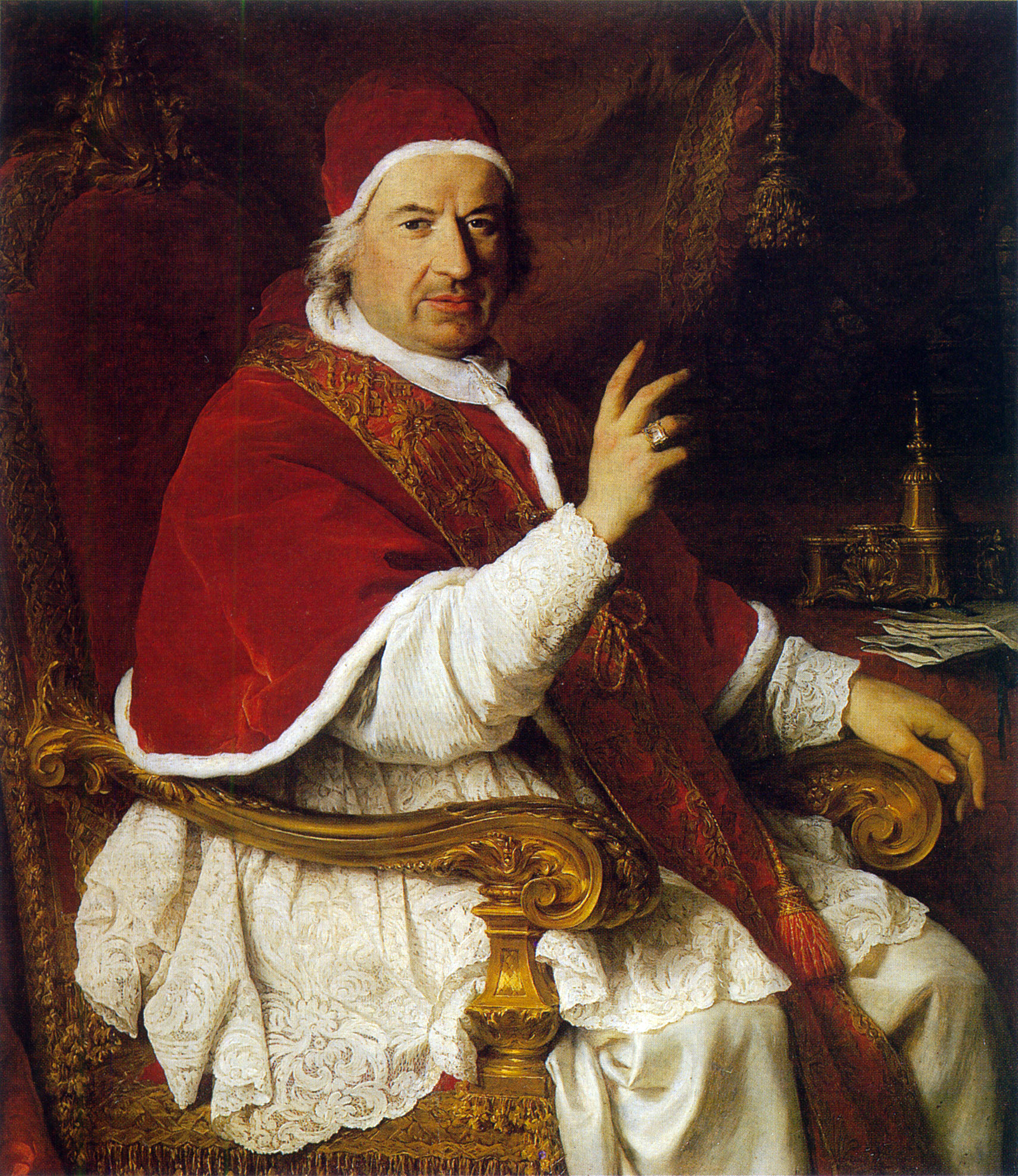
Papa Benedetto XIV

Questa voce raccoglie l'elenco completo dei concistori per la creazione di nuovi cardinali presieduti da papa Benedetto XIV, con l'indicazione di tutti i cardinali creati (64 nuovi cardinali in 7 concistori). I nomi sono posti in ordine di creazione.

## 9 settembre 1743 (I)
Nel suo primo concistoro, Benedetto XIV creò venticinque nuovi cardinali, di cui uno riservato in pectore:
- Francisco Joaquín Fernández de Portocarrero y Mendoza, patriarca titolare di Antiochia dei Latini; creato cardinale presbitero dei Santi Quattro Coronati, deceduto il 22 giugno 1760;
- Camillo Paolucci, arcivescovo titolare di Iconio, nunzio apostolico in Austria; creato cardinale presbitero dei Santi Giovanni e Paolo (titolo ricevuto il 18 aprile 1746); deceduto l'11 giugno 1763;
- Raffaele Cosimo de' Girolami, arcivescovo titolare di Damiata; creato cardinale presbitero di San Marcello, deceduto il 21 febbraio 1748;
- Carlo Alberto Guidobono Cavalchini, arcivescovo titolare di Filippi; creato cardinale presbitero di Santa Maria della Pace, deceduto il 7 marzo 1774;
- Giovanni Battista Barni, arcivescovo titolare di Edessa di Osroene, nunzio apostolico in Spagna; creato cardinale presbitero di San Tommaso in Parione (titolo ricevuto il 19 dicembre 1746); deceduto il 24 gennaio 1754;
- Giacomo Oddi, arcivescovo titolare di Laodicea di Frigia, nunzio apostolico in Portogallo; creato cardinale presbitero di San Girolamo degli Schiavoni (titolo ricevuto il 5 aprile 1745); deceduto il 2 maggio 1770;
- Federico Marcello Lante Montefeltro Della Rovere, arcivescovo titolare di Petra; cardinale presbitero di San Pancrazio fuori le mura (titolo ricevuto il 5 aprile 1745); deceduto il 3 marzo 1773;
- Marcello Crescenzi, arcivescovo titolare di Nazianzo, uditore della Sacra Rota Romana; creato cardinale presbitero di Santa Maria in Traspontina, deceduto il 24 agosto 1768;
- Giorgio Doria, arcivescovo titolare di Calcedonia, legato pontificio a Colonia; cardinale presbitero di San Lorenzo in Panisperna (titolo ricevuto il 16 marzo 1744); deceduto il 31 gennaio 1759;
- Francesco Landi Pietra, arcivescovo di Benevento; creato cardinale presbitero di Sant'Onofrio (titolo ricevuto il 15 giugno 1744); deceduto l'11 febbraio 1757;
- Giuseppe Pozzobonelli, Arcivescovo di Milano; creato cardinale presbitero di Santa Maria in Via; deceduto il 27 aprile 1783;
- Francesco Ricci, governatore di Roma e vice-camerlengo di Santa Romana Chiesa; creato cardinale presbitero di Santa Maria del Popolo e deceduto l'8 gennaio 1755;
- Antonio Maria Ruffo, uditore generale della Camera Apostolica; creato cardinale presbitero di San Silvestro in Capite e deceduto il 22 febbraio 1753;
- Mario Bolognetti, tesoriere generale della Camera Apostolica; creato cardinale diacono dei Santi Cosma e Damiano e deceduto il 12 febbraio 1756;
- Girolamo Colonna di Sciarra, arciprete della Basilica di Santa Maria Maggiore; creato cardinale diacono di Sant'Angelo in Pescheria e deceduto il 18 gennaio 1763;
- Prospero Colonna di Sciarra, Maestro di camera della Corte Pontificia; creato cardinale diacono di San Giorgio in Velabro e deceduto il 20 aprile 1765;
- Carlo Leopoldo Calcagnini, decano della Sacra Rota Romana; creato cardinale presbitero di Santa Maria in Ara Coeli e deceduto il 27 agosto 1746;
- Alessandro Tanara, uditore della Sacra Rota Romana; creato cardinale diacono di Santa Maria in Aquiro e deceduto il 29 aprile 1754;
- Filippo Maria de Monti, segretario della S.C. de Propaganda Fide; creato cardinale presbitero di Sant'Agnese fuori le mura e deceduto il 17 gennaio 1754;
- Girolamo de Bardi, segretario della S.C. del Concilio; creato cardinale diacono di Sant'Adriano al Foro e deceduto l'11 marzo 1761;
- Luigi Maria Lucini, O.P., commissario dei Tribunali della Segnatura Apostolica; creato cardinale presbitero di San Sisto e deceduto il 17 gennaio 1745;
- Fortunato Tamburini, O.S.B.Cas., abate ordinario di San Paolo fuori le mura (Roma); creato cardinale presbitero di San Matteo in Merulana; deceduto il 9 agosto 1761;
- Gioacchino Besozzi, O.Cist., consultore della S.C. del Sant'Uffizio; creato cardinale presbitero di San Pancrazio fuori le mura e deceduto il 18 giugno 1755;
- Domenico Orsini d'Aragona, ambasciatore di Carlo VII, re di Napoli presso la Santa Sede; creato cardinale diacono dei Santi Vito, Modesto e Crescenzia (diaconia ricevuta il 15 giugno 1744); deceduto il 19 gennaio 1789.

Un cardinale riservato in pectore:
- Johann Theodor von Bayern, vescovo di Frisinga e amministratore apostolico di Ratisbona; creato cardinale presbitero di San Lorenzo in Panisperna (pubblicato il 17 gennaio 1746, titolo ricevuto il 27 aprile 1746); deceduto il 27 gennaio 1763.

## 10 aprile 1747 (II)
Nel suo secondo concistoro, papa Benedetto XIV creò undici nuovi cardinali:
- Álvaro Eugenio de Mendoza Caamaño y Sotomayor, arcivescovo titolare di Farsalo, patriarca titolare delle Indie Occidentali; creato cardinale presbitero; morì il 23 gennaio 1761, senza essersi mai recato a Roma per ricevere il titolo;
- Daniele Dolfin, patriarca di Aquileia; creato cardinale presbitero di Santa Maria sopra Minerva (titolo ricevuto il 20 novembre 1747); deceduto il 13 marzo 1762;
- Raniero Felice Simonetti, arcivescovo titolare di Nicosia, vice-camerlengo di Santa Romana Chiesa; creato cardinale presbitero di Santa Susanna; deceduto il 20 agosto 1749;
- Frédéric-Jérôme de La Rochefoucauld de Roye, arcivescovo di Bourges; creato cardinale presbitero di Sant'Agnese fuori le mura; deceduto il 29 aprile 1757;
- François-Armand-Auguste de Rohan-Soubise-Ventadour, vescovo titolare di Tolemaide di Tebaide, vescovo ausiliare di Strasburgo; creato cardinale presbitero; deceduto il 28 giugno 1756, senza essersi mai recato a Roma per ricevere il titolo;
- Ferdinand Julius von Troyer, principe-vescovo di Olomouc; creato cardinale presbitero; deceduto il 5 febbraio 1758, senza essersi mai recato a Roma per ricevere il titolo;
- Giovanni Battista Mesmer, tesoriere generale della Camera Apostolica; creato cardinale presbitero dei Santi Quattro Coronati e deceduto il 20 giugno 1760;
- José Manuel da Cámara d'Atalaia, patriarca di Lisbona; creato cardinale presbitero; deceduto il 9 luglio 1758, senza essersi mai recato a Roma per ricevere il titolo;
- Giovanni Francesco Albani, pronipote di papa Clemente XI, vicario della Basilica di Santa Maria Maggiore; creato cardinale diacono di San Cesareo in Palatio e deceduto il 15 settembre 1803;
- Mario Millini, decano della Sacra Rota Romana; creato cardinale presbitero di Santa Prisca e deceduto il 25 luglio 1756;
- Carlo Vittorio Amedeo delle Lanze, elemosiniere di Carlo Emanuele III, re di Sardegna; creato cardinale diacono dei Santi Cosma e Damiano e deceduto il 25 gennaio 1784.

## 3 luglio 1747 (III)
- Henry Benedict Mary Clement Stuart of York, fratello minore di Carlo Edoardo Stuart, il Giovane Pretendente; creato cardinale diacono di Santa Maria in Portico Campitelli; dal 1788, pretendente giacobita ai Regni di Scozia (come Enrico I), d'Inghilterra e d'Irlanda (come Enrico IX), di Francia (come Enrico V); deceduto il 13 luglio 1807.

## 26 novembre 1753 (IV)
Nel suo quarto concistoro, papa Benedetto XIV creò sedici nuovi cardinali:
- Giuseppe Maria Feroni, arcivescovo titolare di Damasco, segretario della S.C. dei Vescovi e dei Regolari; cardinale presbitero di San Pancrazio fuori le mura, deceduto il 15 novembre 1767;
- Fabrizio Serbelloni, arcivescovo titolare di Patrasso, nunzio apostolico in Austria; cardinale presbitero di Santo Stefano al Monte Celio (titolo ricevuto il 22 luglio 1754); morto il 7 dicembre 1775;
- Giovanni Francesco Stoppani, arcivescovo titolare di Corinto, delegato apostolico di Urbino; creato cardinale presbitero dei Santi Silvestro e Martino ai Monti; deceduto il 18 novembre 1774;
- Luca Melchiore Tempi, arcivescovo titolare di Nicomedia, nunzio apostolico in Portogallo; cardinale presbitero dei Santi Quirico e Giulitta (titolo ricevuto il 21 luglio 1755); morto il 17 luglio 1762;
- Carlo Francesco Durini, arcivescovo-vescovo di Pavia; creato cardinale presbitero dei Santi Quattro Coronati (titolo ricevuto il 16 dicembre 1754); deceduto il 25 giugno 1769;
- Enrico Enriquez, arcivescovo titolare di Nazianzo, nunzio apostolico in Spagna; creato cardinale presbitero di Sant'Eusebio (titolo ricevuto il 22 luglio 1754); deceduto il 25 aprile 1756;
- Cosimo Imperiali, governatore di Roma, vice-camerlengo di Santa Romana Chiesa; creato cardinale presbitero di San Clemente e deceduto il 13 ottobre 1764;
- Vincenzo Malvezzi Bonfioli, chierico della Camera Apostolica; creato cardinale presbitero dei Santi Marcellino e Pietro e deceduto il 3 dicembre 1775;
- Luigi Mattei, uditore della Sacra Rota Romana; creato cardinale presbitero di San Matteo in Merulana e deceduto il 30 gennaio 1758;
- Giovanni Giacomo Millo, datario apostolico; creato cardinale presbitero di San Crisogono e deceduto il 16 novembre 1757;
- Clemente Argenvilliers, segretario della S.C. de Propaganda Fide; creato cardinale presbitero della Santissima Trinità al Monte Pincio e deceduto il 23 dicembre 1758;
- Antonio Andrea Galli, C.R.L., abate generale della sua Congregazione; creato cardinale presbitero di Sant'Alessio e deceduto il 24 marzo 1767;
- Flavio Chigi, uditore generale della Camera Apostolica; creato cardinale diacono di Sant'Angelo in Pescheria e deceduto il 12 luglio 1771;
- Giovanni Francesco Banchieri, tesoriere generale della Camera Apostolica; creato cardinale diacono di Sant'Adriano al Foro e deceduto il 18 ottobre 1763;
- Giuseppe Livizzani Mulazzini, segretario del Sacro Collegio; creato cardinale diacono dei Santi Vito, Modesto e Crescenzia e deceduto il 21 marzo 1754;
- Luigi Maria Torregiani, segretario della S.C. del Concilio; creato cardinale diacono dei Santi Cosma e Damiano e deceduto il 6 gennaio 1777.

## 22 aprile 1754 (V)
- Antonino Sersale, arcivescovo di Napoli (Italia); creato cardinale presbitero di Santa Pudenziana e deceduto il 24 giugno 1775.

## 18 dicembre 1754 (VI)
- Luis Antonio Fernández de Córdoba Portocarrero Guzmán y Aguilar, poi arcivescovo di Toledo; cardinale presbitero; morto il 26 marzo 1771, senza essersi recato a Roma per ricevere il titolo

## 5 aprile 1756 (VII)
Nel suo settimo concistoro, papa Benedetto XIV creò nove porporati:
- Nicolas-Charles de Saulx-Tavannes, arcivescovo di Rouen; creato cardinale presbitero; deceduto il 10 marzo 1759, senza essersi mai recato a Roma per ricevere il titolo;
- Alberico Archinto, Arcivescovo titolare di Nicea, vice-camerlengo di Santa Romana Chiesa; creato cardinale presbitero di San Matteo in Merulana; deceduto il 30 settembre 1758;
- Giovanni Battista Rotario da Pralormo, arcivescovo di Torino; creato cardinale presbitero di San Crisogono (titolo ricevuto il 2 agosto 1758); deceduto il 9 ottobre 1766;
- Francisco de Solís Folch de Cardona, arcivescovo di Siviglia; creato cardinale presbitero dei Santi XII Apostoli (titolo ricevuto il 26 giugno 1769); deceduto il 21 marzo 1775;
- Johann Joseph von Trautson zu Falkenstein, arcivescovo di Vienna; creato cardinale presbitero; deceduto il 10 marzo 1757, senza essersi mai recato a Roma per ricevere il titolo;
- Paul d'Albert de Luynes, arcivescovo di Sens; creato cardinale presbitero di San Tommaso in Parione (titolo ricevuto il 2 agosto 1758); deceduto il 21 gennaio 1788;
- Étienne-René Potier de Gesvres, vescovo di Beauvais; creato cardinale presbitero di Sant'Agnese fuori le mura (titolo ricevuto il 2 agosto 1758); deceduto il 24 luglio 1774;
- Franz Konrad Casimir Ignaz von Rodt, vescovo di Costanza; creato cardinale presbitero di Santa Maria del Popolo (titolo ricevuto il 2 agosto 1758); deceduto il 16 ottobre 1775;
- Francisco de Saldanha da Gama, patriarca di Lisbona; creato cardinale presbitero; deceduto il 1º novembre 1776, senza essersi mai recato a Roma per ricevere il titolo.

## Fonti
- (EN) Current and historical information about the Bishops and Dioceses of the Catholic Hierarchy around the world, su catholic-hierarchy.org.